# Ісмаїл Ганія
Ісмаїл Абдель Салам Ахмед Ганія (араб. إسماعيل عبد السلام أحمد هنية; 1962 або 1963,Аш-Шаті, Сектор Гази, Ізраїль — 31 липня 2024, Тегеран, Іран) — палестинський політик, якого вважали головним політичним лідером Хамасу.
Народився у 1963 році в таборі для біженців Аш-Шаті у місті Газа під час єгипетської окупації сектору Гази. У 1987 році здобув ступінь бакалавра з арабської літератури в Ісламському університеті Гази.
Під час навчання в ВНЗ вступив до лав Ісламського руху опору (Хамас). Після перемоги політичної партії Хамас на парламентських виборах в Палестині 25 січня 2006 року став прем'єр-міністром Палестинської держави з 29 березня 2006-го до 14 червня 2007 року. Через конфлікт між ФАТХ та Хамас, під час якого попередня провладна партія відмовилася визнати результат виборів, а президент Палестинської національної адміністрації Махмуда Аббаса відправив його у відставку, не визнав указ та продовжив виконувати свої повноваження прем'єр-міністра в секторі Гази по 1 червня 2014 року. Голова Уряду Хамасу у секторі Гази з 2 червня 2014-го до 13 лютого 2017 року, коли його змінив Яхья Сінвар. З 6 травня 2017 року обраний головою Політбюро Хамасу, змінивши на цій посаді Халеда Машаля. З 2017 року і до загибелі жив у Катарі.

## Біографія
Народився в 1963 р. (за іншими даними — в 1962 р.) в таборі палестинських біженців Аш-Шаті в Газі.
У 1987 році закінчив Ісламський університет Гази за фахом «Література».
У 1989 році був заарештований і після трьох років в'язниці висланий у південний Ліван. У 1990 р. повернувся до Гази, став деканом Ісламського університету.
1997 р. — секретар ХАМАСу.
Вересень 2003 року — поранений в результаті ізраїльського авіаудару.
Грудень 2005 року — очолив передвиборчий список «Зміни та реформи» (ХАМАС) на виборах в Палестинську законодавчу раду 2-го скликання.
25 січня 2006 року — блок Зміни та реформи отримав абсолютну більшість місць у ПЗС.
16 лютого 2006 року — ХАМАС висунув кандидатуру Ісмаїла Ганії на посаду прем'єр-міністра автономії.
2006 р. — став палестинським прем'єр-міністром і сформував новий уряд, до якого увійшли тільки представники ХАМАСу.
Після затвердження на посаді прем'єр-міністра Палестинської автономії, заявив про відмову роззброєння структур ХАМАСу.
У 2017 році його замінив на чолі ХАМАСу Яхья Сінвар.

### Відносини з РФ
У 2013 році Ганія знявся у російському художньому фільмі «І ми любимо життя».
У вересні 2022 року, здійснив офіційний візит до Росії, в ході якого зустрівся в Москві з міністром закордонних справ Росії Сергієм Лавровим, відвідав Державну думу, а також зустрівся в Казані з головою Татарстану Рустамом Мінніхановим.
Українська розвідка з жовтня 2023 прямо звинуватила РФ у постачанні зброї ХАМАСу; хоча РФ офіційно не бере себе відповідальність, експерти вважають, що «у якійсь формі підтримка, зважаючи на все, здійснювалася».

### Смерть
Загинув 31 липня 2024 року в Тегерані під час участі в інавгурації президента Ірану Масуда Пезешкіяна. Ганію та іранського охороця було вбито. 23 грудня Ізраїль офіційно підтвердив, що ліквідація Ганії була операцією Ізраїлю.